# Labeo niloticus
Labeo niloticus är en fiskart som först beskrevs av Carl von Linné 1758.  Labeo niloticus ingår i släktet Labeo och familjen karpfiskar. IUCN kategoriserar arten globalt som livskraftig. Inga underarter finns listade i Catalogue of Life.